# Emirdağ
Emirdağ este un oraș din Turcia.